# ريسا شيميزو
ريسا شيميزو (清水 梨紗) (15 يونيو 1996 في هيوغو في اليابان – )؛ هي لاعبة كرة قدم كانت تلعب كمدافع. ولعبت مع منتخب اليابان لكرة القدم للسيدات.

## وصلات خارجية
- ريسا شيميزو على موقع الاتحاد الدولي (مؤرشف)  (الإنجليزية)
- ريسا شيميزو على موقع إي إس بي إن إف سي (الإنجليزية)
- ريسا شيميزو على موقع قاعدة بيانات كرة القدم.إي يو (الإنجليزية)
- ريسا شيميزو على موقع Soccerbase.com (لاعب) (الإنجليزية)
- ريسا شيميزو على موقع Soccerway.com (الإنجليزية)
- ريسا شيميزو على موقع عالم كرة القدم.نت (الإنجليزية)
- ريسا شيميزو على موقع أوليمبيديا (الإنجليزية)